# Ivar di Limerick
Ivar di Limerick (ir. Ímar Luimnich, rí Gall; Ímar ua Ímair; Ímar Ua hÍmair, Ard Rí Gall Muman ocus Gáedel; Íomhar Mór; nor. Ívarr) (... – Scattery Island, 977) fu l'ultimo re norreno della città-stato vichingo-gaelica di Limerick e penultimo Re degli stranieri di Munster, regnante durante l'ascesa al potere del Dál gCais e la caduta degli Eóganachta.
I suoi ripetuti tentativi di affermare la sua autorità a Limerick e nella regione circostante e forse anche nella stessa provincia di Munster gli valsero il ruolo di più importante antagonista degli Irlandesi nella prima parte della saga Cogad Gáedel re Gallaib (XII secolo) ove contende il titolo di Re di Munster a Mathgamain mac Cennétig ed al di lui fratello minore Brian Boru.
Secondo l'autore del Cogad Gáedel re Gallaib, Ivar riuscì a stabilirsi come re di Munster per un certo periodo negli anni 960 fino a quando non fu sconfitto nella battaglia di Sulcoit (968) ma questa affermazione è stata a lungo messa in dubbio dagli studiosi. Sembra quindi essere tornato solo un anno o due dopo e si è affermato nuovamente nella regione in qualche modo.

## Biografia

### Le fonti
Le due fonti principali per la carriera di Ivar sono il Cogad Gáedel re Gallaib e gli Annali di Inisfallen che supportano il testo più tardo. Si ritiene che entrambe le fonti si rifacciano ad una raccolta ormai perduta di annali riferibili alla Cronaca d'Irlanda arricchiti da materiale relativo al Munster.
Sfortunatamente, sebbene l'autore del Cogad abbia fatto ampio uso di questi annali, così come delle fonti locali ora perdute e di alcune poesie contemporanee, il suo scopo era politico e intendeva glorificare Brian Boru e i Dál gCais a beneficio del discendente Muirchertach Ua Briain, quindi anche se in parte annalistico ha prodotto un testo pieno di esagerazioni, con linguaggio fiorito e passaggi dubbi di varia origine. Il problema principale con gli Annali di Inisfallen, d'altra parte, è che sono una redazione sostanzialmente abbreviata e altrimenti modificata dell'originale e quindi in realtà mantengono una copertura meno affidabile o contemporanea di Ivar in totale rispetto al Cogad ed hai suoi difetti. Gli Annali di Inisfallen soffrono anche di una considerevole lacuna o semplicemente di una omissione che copre due anni e mezzo molto critici per la carriera di Ivar: dalla metà del 969 all'inizio del 972.
La terza fonte più importante per questo periodo della storia del Munster sono gli Annali dei Quattro Maestri ma sono stati compilati molto più tardi e occasionalmente sono di dubbia affidabilità, soffrono in alcuni casi di interpolazioni, voci fuori posto, ecc. Parlano inoltre poco di Ivar e servono principalmente per controllare le principali fonti di cui sopra. Alcune altre fonti che menzionano brevemente Ivar sopravvivono ma nel complesso queste non contribuiscono molto alla nostra conoscenza di lui. Gli Annali di Tigernach potrebbero essere stati di aiuto ma non coprono più il periodo 766-974.

### Origini familiari di Ivar di Limerick
Il patronimico di Ivar non viene riportato dalle fonti ma è generalmente accettato come membro della prolifica dinastia norrena nota agli storici come Uí Ímair, la "Casa di Imar/Ivar" ("Imaridi"). Nel Cogad e nei testi correlati viene chiamato Ímar ua (h) Ímair, lett. "Ímar, nipote di Ímar", (cosa però improbabile essendo il fondatore della dinastia morto nel 873 - meglio sarebbe considerarlo nipote di Ímar ua Ímair, ucciso in Scozia nel 904), o Ímar Ua hÍmair, lett. "Ímar discendente di Ímar", formula generica usata anche da altri membri della dinastia. La precisa relazione di Ivar con i precedenti sovrani di Limerick è incerta: l'ultimo membro della dinastia norrena della città-stato fu Aralt mac Sitric (morto 940) ritenuto il terzo figlio del imaride Sihtric Cáech (morto 927), re di Dublino e re della Northumbria. Ivar di Limerick si colloca quindi almeno nella terza generazione degli Imaridi.

### L'arrivo di Ivar di Limerick
Il Cogad Gáedel re Gallaib così descrive l'arrivo di Ivar nel Munster e l'imposizione del suo dominio:
L'autore continua descrivendo il sistema di governo che Ivar impose nel Munster ma in un modo che riflette la "struttura di valutazione e controllo nei territori del Uí Briain al momento della composizione del testo": 
Tuttavia, sopravvive un passaggio molto simile, trovato non in una versione sopravvissuta del Cogad ma in un altro testo conservato da Duald Mac Firbis nel XVII secolo. La data è incerta e potrebbe o non potrebbe venire da una versione perduta del Cogad. La maggior parte di quanto segue riprende il testo dell'epopea suesposta ma è più esteso:
Che Ivar e i norreni in generale stessero tentando l'effettiva acquisizione di una parte del Munster, trova probabilmente supporto negli Annali di Inisfallen: 
Il termine usato qui per i soldati norreni è súaitrech "mercenario" e quindi il passaggio è stato preso da Charles Doherty per riferirsi alla pratica di fatturare i contingenti assoldati di un esercito permanente, come era comune in epoche successive. La particolarità di questo passaggio è l'estensione della cooperazione tra i re gaelici. Qui i rivali giurati Mathgamain e Máel Muad (figlio di Bran) si trovano effettivamente a lavorare insieme, l'unica occasione conosciuta nella loro carriera. A loro si unisce un Faelán di identità incerta, la cui menzione potrebbe riferirsi a un re del Déisi Muman che in realtà morì nel 966 e che il Cogad sostiene che Ivar effettivamente uccise o ad un abate di Emly in seguito menzionato come morto nel 980. In particolare, Emly fu attaccata da Ivar o dai suoi parenti nel 968, non molto tempo dopo la sconfitta norrena nella battaglia di Sulcoit nel 967 e forse per rappresaglia per il saccheggio di Limerick da parte dei Dál gCais.
Il racconto suesposto, tuttavia, è datato cinque anni dopo Sulcoit negli Annali di Inisfallen ed è in effetti la prima menzione dopo la scomparsa di Ivar nel biennio 969-972, quindi non sappiamo quali eventi l'hanno preceduto, supponendo che sia posizionato correttamente. Ivar viene menzionato per la prima volta negli annali sopravvissuti all'inizio della metà del 969: "Beólán Litil e suo figlio furono uccisi da Ímar di Luimnech". L'identità di questa persona non è del tutto certa ma si presume che sia identico al re Uí Néill di Lagore (Loch Gabor) o Brega meridionale, la cui morte, senza motivo, viene registrata in diversi altri annali nello stesso anno. Clare Downham fa notare che ciò presenta Ivar e i norreni di Limerick operativi nel territorio di Dublino contro Beolán, alleato del re di Dublino Olaf Cuaran. Anche il Cogad registra questo omicidio ma non fornisce alcun motivo, citandolo immediatamente dopo il ritorno di Ivar a Limerick, presumibilmente dalla Gran Bretagna, con una seconda grande flotta. Dopo la sua presunta espulsione a seguito di Sulcoit, l'autore del Cogad afferma che Ivar e un certo "Amlaíb, figlio di Amlaíb" tentò la conquista della Britannia ma senza successo: Amlaib fu ucciso da un non ben precisato "re dei britanni". Ritornato a Limerick e ucciso Beolán (o viceversa), si dice che Ivar "abbia fatto molti bottini e battaglie" ma le fonti poi tacciono sino al 972.

### Economia e città-stato
Le fonti sono state recentemente riesaminate dalla studiosa Mary Valante che ha adottato un approccio economico. Accettando la traduzione di Mac Airt di súaitrech non come soldati ma come funzionari, la interpreta come il dominio di Ivar e dei norreni di Limerick sul commercio internazionale della regione sottomessa o "periferia" in Irlanda. Rileva che il testatico descritta nel Cogad "è molto simile a quello citato nel Libro dei diritti e nel Libro dell'Uí Maine di Dublino" riferendosi a quello riscosso per i re di Dublino e trova inoltre un possibile riferimento ai "funzionari" reali dei norreni di Limerick in due versioni del Libro dei diritti stesso. Tuttavia, se questo tributo dall'entroterra di Limerick (come con quello di Dublino) è stato riscosso in "una sorta di racket protezionistico, o come pedaggio sul commercio, o come qualcos'altro non è pienamente chiaro". In ogni caso l'economia norrena nel Munster, a giudicare dai reperti d'argento, sembra aver funzionato in modo leggermente diverso da quella della regione di Dublino. Si può infatti presumere un commercio con la Francia, e da lì l'Europa Meridionale e il Mediterraneo, ma la posizione di LImerick sicuramente limitava scambi con altre isole anglo-celtiche o il resto delle rotte nordiche.
Poul Holm ha recentemente sostenuto che le norrene Dublino, Limerick e Waterford possono essere classificate tutte e tre come città-stato autentiche in quanto tale entità è definita da Mogens Herman Hansen e dal Copenhagen Polis Centre. Tuttavia, solo Dublino e Limerick possono essere considerati dei veri "capoluoghi" e tutti i restanti insediamenti norreni (c.d. "longphort") erano collegati all'uno o all'altro. Limerick aveva strade ai tempi di Ivar, come riportato nel Cogad quando Mathgamain e Dál gCais ne assaltarono la grande fortezza (il dún) in seguito alla loro vittoria a Sulcoit.
Si ritiene che Scattery Island, o Inis Cathaig, facesse parte del regno di Limerick. Il suo nome norreno è stato suggerito da Donnchadh Ó Corráin come composto dagli elementi skattar + øy per significare "isola del tributo". Ivar è riportato qui due volte negli annali.

### Lo scontro con Maccus
A seconda che Mathgamain e Máel Muad abbiano avuto successo nel conseguire qualcosa dalla loro risoluzione del 972, Ivar potrebbe o meno essersi trovato in una posizione molto indebolita. Curiosamente nessuna delle fonti primarie aggiunge alcunché in merito. Nel 974 Ivar era in disgrazia: gli Annali di Inisfallen riferiscono infatti che "Il figlio di Aralt attraversò l'Irlanda con una grande compagnia, saccheggiò Inis Cathaig e portò Ímar con sé in cattività"; gli Annali dei Quattro Maestri specificano che "il saccheggio di Inis-Cathaigh da parte di Maghnus [Maccus], figlio di Aralt, con i Lag-manns (lett. "uomini di legge") delle isole insieme a lui; e Imhar, signore degli stranieri di Luimneach, fu portato via da l'isola e quindi la violazione di Seanan ". Il suo carceriere è facilmente identificabile come Maccus mac Arailt, Re di Mann e delle Isole, ma le circostanze sono sconosciute. Ivar potrebbe essere andato a Scattery perché era stato cacciato da Limerick, o avrebbe potuto esservi per qualche altro motivo e se lui e Maccus fossero già associati o no è sconosciuto. Benjamin Hudson ha offerto la spiegazione che questo evento può essere collegato alla precedente avventura di Ivar in Gran Bretagna, come riportato nel Cogad, sostenendo che il "Re di Britannia" che uccise Amlaíb mac Amlaíb avrebbe potuto essere lo stesso Maccus o suo fratello Gofraid mac Arailt e non un re dei gallesi, altrimenti "probabilmente sarebbe stato menzionato nei registri insulari". Ci sarebbe dunque stata una guerra tra norreni per il controllo sul Galles vinta dagli uomini di Man poi portatisi in Irlanda per finire Ivar.
Tuttavia, Maccus e Gofraid sono generalmente considerati figli di Aralt mac Sitric (morto nel 940) di cui sopra, cioè l'ultimo re conosciuto di Limerick prima di Ivar, spiegando così facilmente l'interesse di Maccus per il regno. Quindi i legami dinastici e la rivalità avrebbero potuto esistere. Particolare è la menzione degli "uomini di legge" delle Isole che Maccus porta con sé e che egli non uccida Ivar, presumibilmente per qualche offesa secondo l'opinione di Colmán Etchingham e sempre per qualcosa occorso durante la spedizione in Gran Bretagna come sostenuto da Hudson. L'anno dopo (975), gli Annali di Inisfallen riportano che "Ímar fuggì sul mare e Inis Ubdan fu catturato di nuovo" seppur l'interpretazione sia che egli fu "liberato" da qualche parte nelle isole da Maccus. In alternativa, Alex Woolf suggerisce che Ivar potrebbe essere stato riscattato per una somma, osservando che le città norrene "stavano rapidamente diventando i depositi di lingotti d'argento nel mondo occidentale". In ogni caso, chi stava di nuovo catturando Inis Ubdan, fosse Ivar o Mathgamain, non è certo. Questa era una delle isole della città-stato Hiberno-normanna, ma non la Inis Sibtonn su cui era situata la capitale. Mathgamain è stato precedentemente segnalato alla guida dei norreni di Inis nel 971 dagli Annali dei Quattro Maestri (non del tutto affidabili) ma questo presuppone ancora che il norvegese lo abbia precedentemente catturato da solo.
Né la cattura di Ivar da parte di Maccus nel 974 né il suo ritorno da qualsiasi luogo nel 975 è riportato nel Cogad. L'autore aveva a disposizione gli annali degli Inisfallen perché provenivano dalle stesse fonti che aveva usato.

### Istigatore della rivolta contro Mathgamain
In un passaggio molto dibattuto, l'autore del Cogad insinua che fu Ivar ad istigare il suo alleato Donnubán mac Cathail a tradire in casa sua Mathgamain in favore di Máel Muad mac Brain nel 976. Secondo l'autore, dopo che i confederati, con l'aggiunta di Dubcenn figlio di Ivar, si erano ribellati a Mathgamain, il principe dalcassiano si trovava in una situazione precaria, e secondo Alice Stopford Green questo atto di entrare nella casa di un nemico era "il segno formale della sottomissione e della rinuncia alla supremazia", da dove presto avrebbe potuto procedere a sottomettersi a Máel Muad sebbene Mathgamain in alternativa potesse aver tentato di staccare Donnubán dall'alleanza. Si è però ritenuto che tutto sia frutto delle macchinazioni di Ivar, essendo Máel Muad molto distante all'epoca, poiché il tutto andava a suo naturale beneficio come supportato dal racconto del Cogad. Gli annali non fanno menzione del coinvolgimento di Ivar, semplicemente segnalano il sequestro di Mathgamain per il tradimento di Donnubán e l'uccisione del prigioniero da parte di Máel Muad ma allo stesso tempo non escludono un coinvolgimento del norreno.

### Morte, figli e discendenti

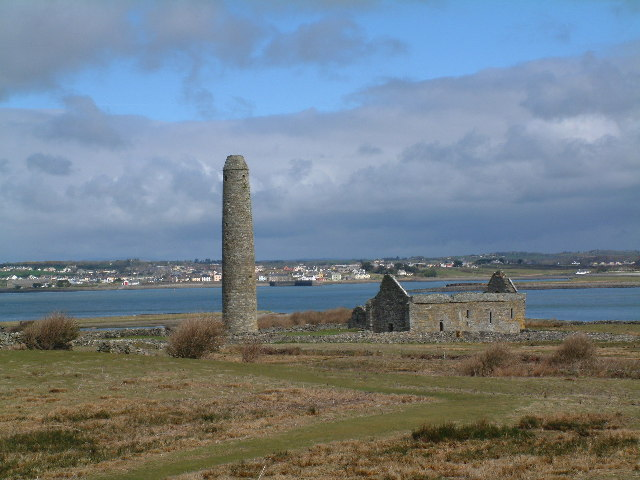
Le rovine della cattedrale di Scattery Island, il luogo esatto della morte di Ivar.

Forse per rappresaglia per aver istigato il tradimento e l'uccisione di Mathgamain l'anno prima, Ivar e due dei suoi figli, Amlaíb/Olaf (Cuallaid "Cane Pazzo") e Dubcenn ("Testanera"), furono uccisi, apparentemente dopo essere stati sorpresi, da Brian a Scattery Island nel 977, segnando così la fine del dominio norreno su Limerick, durato solo cinquantacinque anni dall'arrivo di Tomrair mac Ailchi nel 922. Alla sua morte nel 977, gli Annali di Inisfallen, generalmente affidabili, definirono Ivar  "rí Gall", lett. "Re dei Forestieri", titolo solitamente utilizzato per i soli Re di Dublino, dando così un po' di peso alle affermazioni dell'autore del Cogad che trattavasi di un personaggio di rilievo.
Il Cogad riporta anche un altro figlio di Ivar, Aralt, eletto Re degli stranieri di Munster subito dopo l'uccisione del padre. Si dice che sia morto, ucciso dall'esercito di Brian, insieme a Donnubán nella battaglia di Cathair Cuan, probabilmente da qualche parte a Uí Fidgenti. Un figlio di Dubcenn, tale Osli ( Auisle <Ásl / Auðgísl), viene nominato più avanti nella saga in realtà come un "alto amministratore" di Brian che probabilmente lo mise sotto il controllo di Mide, quando fu ucciso da Flaithbertach Ua Néill c. 1012. Un altro figlio di Dubcenn potrebbe essere stato Amond, forse ucciso combattendo dalla parte di Brian nella Battaglia di Clontarf nel 1014.
Si dice che Ivar sia sopravvissuto, attraverso una figlia, nella moderna famiglia O'Donovan. Questa figlia, il cui nome non è del tutto chiaro, sposò l'alleato del padre, Donnubán ma avrebbe anche potuto trattarsi di una nipote di Ivar, figlia di suo figlio Olaf. Si ritiene poi che una figlia di questa principessa e di Donnubán abbia sposato Ivar di Waterford e abbia avuto da lui diversi figli.

### Fonti
- Annali dei quattro maestri
- Annali di Inisfallen
- Annali di Tigernach
- Cogad Gáedel re Gallaib - ed.  JH Tood [a cura di], Cogadh Gaedhel Re Gallaibh : The War of the Gaedhil with The Gaill, Londra, Longmans, 1867.

### Studi
- C Downham, Viking Kings of Britain and Ireland: The Dynasty of Ívarr to A.D. 1014, Edimburgo, Dunedin, 2007.
- Ó Corráin, Donnchadh, Vikings in Ireland. UCC: Corpus of Electronic Texts. Undated.
- Ó Corráin D, "The Vikings in Ireland", in Anne-Christine Larsen (ed.), The Vikings in Ireland. Roskilde: The Viking Ship Museum. 2001.
- O'Mahony J, A History of the O'Mahony Septs. Reprinted from the Journal of the Cork Historical and Archaeological Society, Volumes 12–16, Second Series. 1906–1910.
- Sheehan J, Steffen SH, Ó Corráin D, "A Viking Age Maritime Haven: A Reassessment of the Island Settlement at Beginish, Co. Kerry", in The Journal of Irish *Archaeology Vol. 10 (2001): 93–119 JSTOR
- Steenstrup JCHR, Normannerne, Vols. 3–4. Copenhagen: Forlagt af Rudolph Klein, I. Cohens Bogtrykkeri. 1882. alternative scan
- Valante MA, "Taxation, tolls and tribute: the language of economics and trade in Viking-Age Ireland", in Proceedings of the Harvard Celtic Colloquium 18 (1998): 242–58. JSTOR
- MA Valante, The Vikings in Ireland: Settlement, Trade and Urbanization, Four Courts Press, 2008.
- Walsh A, Scandinavian Relations with Ireland during the Viking Period. Dublin: The Talbot Press. 1922. alternative scan
- Woolf A, From Pictland to Alba 789–1070. Edinburgh University Press. 2007.
- Young JI, "A Note on the Norse Occupation of Ireland", in History 35, Issue 123 (1950): 11–33. Wiley Online Library.